# Església de Sant Robert Belarmino
San Roberto Bellarmino és una església de la ciutat de Roma, situada a la plaça Ungheria, al barri de Parioli.

## Història
L'església va ser construïda sota projecte de Clemente Busiri Vici entre 1931 i 1933; sent inaugurada el 10 de juny de 1933, però no va ser consagrada fins al 30 de maig de 1959. Està dedicada a sant Roberto Bellarmino, prevere jesuïta del segle xvii, un dels principals teòlegs de la Contrareforma, canonitzat pocs anys abans de la construcció de l'església; el 1930.
L'església és seu parroquial, instituïda el 13 de maig de 1933 pel Papa Pius XI mitjançant la constitució apostòlica Quae maiori religionis i cedida als jesuïtes. El 1969 Pau VI la convertí en seu del títol cardenalici de San Roberto Bellarmino. El 13 de març de 2013, el cardenal titular Jorge Mario Bergoglio va ser elegit papa amb el nom de Francesc.
El 1980 l'església va ser visitada pel papa Joan Pau II.

## El temple
L'exterior és de maó descobert. La façana, a dues aigües, està flanquejada per dos campanars de forma octogonal, precedida per un pòrtic sostingut per quatre pilars.
L'interior té una sola nau, creuer i una cúpula octogonal. Els mosaics del creuer, la cúpula i l'absis són de Renato Tomassi. Els vitralls, on apareixen escenes de la vida de Sant Robert Belarmino, són d'Alessandra Busiris.

## Cardenals titulars
El títol cardenalici de San Roberto Bellarmino va ser erigit pel papa Pau VI el 29 d'abril de 1969 en memòria del jesuïta i teòleg Roberto Bellarmino.
- Pablo Muñoz Vega, S.J. (30 d'abril de 1969 – 3 de juny de 1994 mort)
- Augusto Vargas Alzamora, S.J. (26 de novembre de 1994 – 4 de setembre de 2000 mort)
- Jorge Mario Bergoglio, S.J. (21 de febrer de 2001 - 13 de març de 2013 elegit papa Francesc)
- Mario Aurelio Poli, des del 22 de febrer de 2014